# NK Kupa Donje Mekušje
NK Kupa je nogometni klub iz Donjeg Mekušja (grad Karlovac).

## Povijest
NK Kupa utemeljen je 1950. godine i jedan je od najstarijih nogometnih klubova na području Karlovačke županije. Sjedište kluba sa svom športskom infrastrukturom je u Donjem Mekušju. Tijekom svih godina dosadašnjeg postojanja klub kontinuirano, bez prekida (čak i za vrijeme Domovinskog rata), uspješno djeluje i natječe se na području Karlovačke županije.

### Stadion
Nedostatak igrališta i prostorija predstavljali su najveći problem u klubu. Već 1961. godine, uprava je s Josipom Kapusovićem dogovorila i iznajmila oranicu, a za uzvrat mu je dala klupske prostorije za stanovanje. Sačinjen je ugovor o zamjeni po kojem bi se klubu prostorije vratile nakon smrti stanara što je i učinjeno. Tako se i danas igralište, od 1961, nalazi na istom mijestu. Godine 1989. postavljena je mreža oko igrališta, a 2001. godine tribine. Iste godine (1989.) započeo je turnir NK Kupa, koji se igra svake godine za vrijeme blagdana Velike Gospe. Godine 2010. sagrađene su nove, veće i modernije svlačionice i prostorije kluba, te pomoćni stadion s reflektorima.

### Plasmani kluba kroz povijest
| Sezona      | Liga                              | Plasman    |
| ----------- | --------------------------------- | ---------- |
| 1994./95.   | ŽNL Karlovačka                    | 13. mjesto |
| 1995./96.   | ŽNL Karlovačka – Sjeverna skupina | 11. mjesto |
| 1996./97.   | 2. ŽNL Karlovačka                 | 2. mjesto  |
| 1997./98.   | 1. ŽNL Karlovačka                 | 9. mjesto  |
| 1998./99.   | 1. ŽNL Karlovačka                 | 11. mjesto |
| 1999./2000. | 1. ŽNL Karlovačka                 | 11. mjesto |
| 2000./01.   | 1. ŽNL Karlovačka                 | 8. mjesto  |
| 2001./02.   | 1. ŽNL Karlovačka                 | 10. mjesto |
| 2002./03.   | 2. ŽNL Karlovačka                 | 4. mjesto  |
| 2003./04.   | 1. ŽNL Karlovačka                 | 12. mjesto |
| 2004./05.   | 1. ŽNL Karlovačka                 | 8. mjesto  |
| 2005./06.   | 1. ŽNL Karlovačka                 | 9. mjesto  |
| 2006./07.   | 1. ŽNL Karlovačka                 | 5. mjesto  |
| 2007./08.   | 1. ŽNL Karlovačka                 | 11. mjesto |
| 2008./09.   | 1. ŽNL Karlovačka                 | 6. mjesto  |
| 2009./10.   | 1. ŽNL Karlovačka                 | 9. mjesto  |
| 2010./11.   | 1. ŽNL Karlovačka                 | 14. mjesto |
| 2011./12.   | 2. ŽNL Karlovačka                 | 5. mjesto  |
| 2012./13.   | 2. ŽNL Karlovačka                 | 7. mjesto  |
| 2013./14.   | 2. ŽNL Karlovačka                 | 9. mjesto  |
| 2014./15.   | 2. ŽNL Karlovačka – Sjever        | 5. mjesto  |
| 2015./16.   | 2. ŽNL Karlovačka – Sjever        | 4. mjesto  |
| 2016./17.   | 2. ŽNL Karlovačka – Sjever        | 5. mjesto  |

## Poznati igrači
- Nedjeljko Amić

## Vanjske poveznice
- Službene stranice